# 胡聖偶
欽聖皇后（越南语：／；？—？），名胡聖偶（越南语：／），越南陳朝時期陳順宗陳顒的皇后。
胡聖偶是陳朝權臣胡季犛的女兒，1389年1月封為皇后，期間生下了兒子陳。
1398年，順宗駕崩，陳繼位，是為陳少帝，尊胡氏為皇太后。2年後其父胡季犛代陳自立，建立了胡朝，而胡聖偶則下落不明。